# دومینیک کلمه
دومینیک کلمه (انگلیسی: Dominic Klemme؛ زادهٔ ۳۱ اکتبر ۱۹۸۶) دوچرخه‌سوار اهل آلمان است.